# 바이칼 우주왕복선

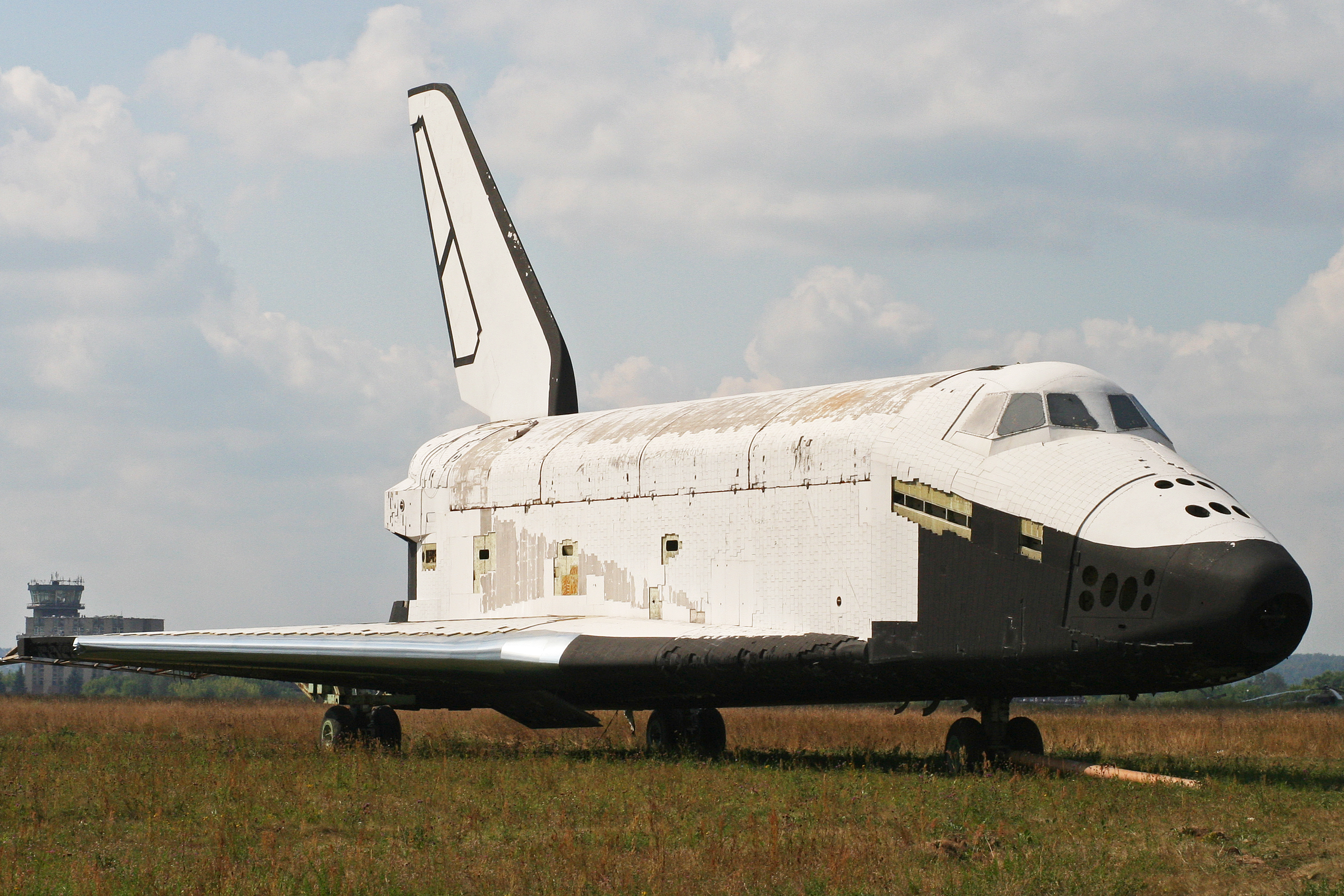

바이칼 우주왕복선(러시아어: Байкал, 영어: Shuttle 2.01 Baikal)은 실제로는 존재하지 않는 우주왕복선으로 만우절 장난의 하나이다. http://www.buran.ru 의 관리자인 바딤 루카셰비치(Вадим Лукашевич)가 2000년 만우절을 기념하여 만들었다.

## 같이 보기
- 부란 우주왕복선
- 우주왕복선 계획
- 우주 탐사
- N-1